# Pellizzari-Reaktion
Die Pellizzari-Reaktion ist eine Namensreaktion der organischen Chemie. Sie wurde nach dem Chemiker Guido Pellizzari benannt, der sie 1894 veröffentlichte. Mit Hilfe dieser Reaktion lassen sich 1,2,4-Triazol oder entsprechende Derivate herstellen.

## Übersicht
Bei der Reaktion reagieren Amide (links) mit Hydraziden zu 1,2,4-Triazolen oder deren Derivaten.

Übersichtsreaktion der Pellizzari-Reaktion; die Reste R entsprechen Wasserstoff oder einem organischen Rest, müssen aber nicht gleich sein.

## Mechanismus

Mechanismus der Pellizzari-Reaktion; die Reste R entsprechen Wasserstoff oder einem organischer Rest, die gleich oder verschieden sein können.

Zu Beginn wird das Kohlenstoffatom der Carbonylgruppe in dem Amid 1 von einem Stickstoffatom des Hydrazids 2 angegriffen. In dem Molekül 3 wird das Wasserstoffatom vom Stickstoff abgespalten und geht eine Bindung mit dem Sauerstoffatom ein. Unter Abspaltung von Wasser aus Molekül 4 bildet der Stickstoff eine Doppelbindung zum Kohlenstoff 5 aus (Bildung eines Imins). Es folgt ein intramolekularer Angriff auf die Carbonylgruppe, was zur Bildung eines Fünfringes 6 führt. Nach einer erneuten Protonenwanderung und der anschließenden Abspaltung von Wasser entsteht aus 7 das 1,2,4-Triazol 8.